# 圣母往见小堂 (阿维尼翁)

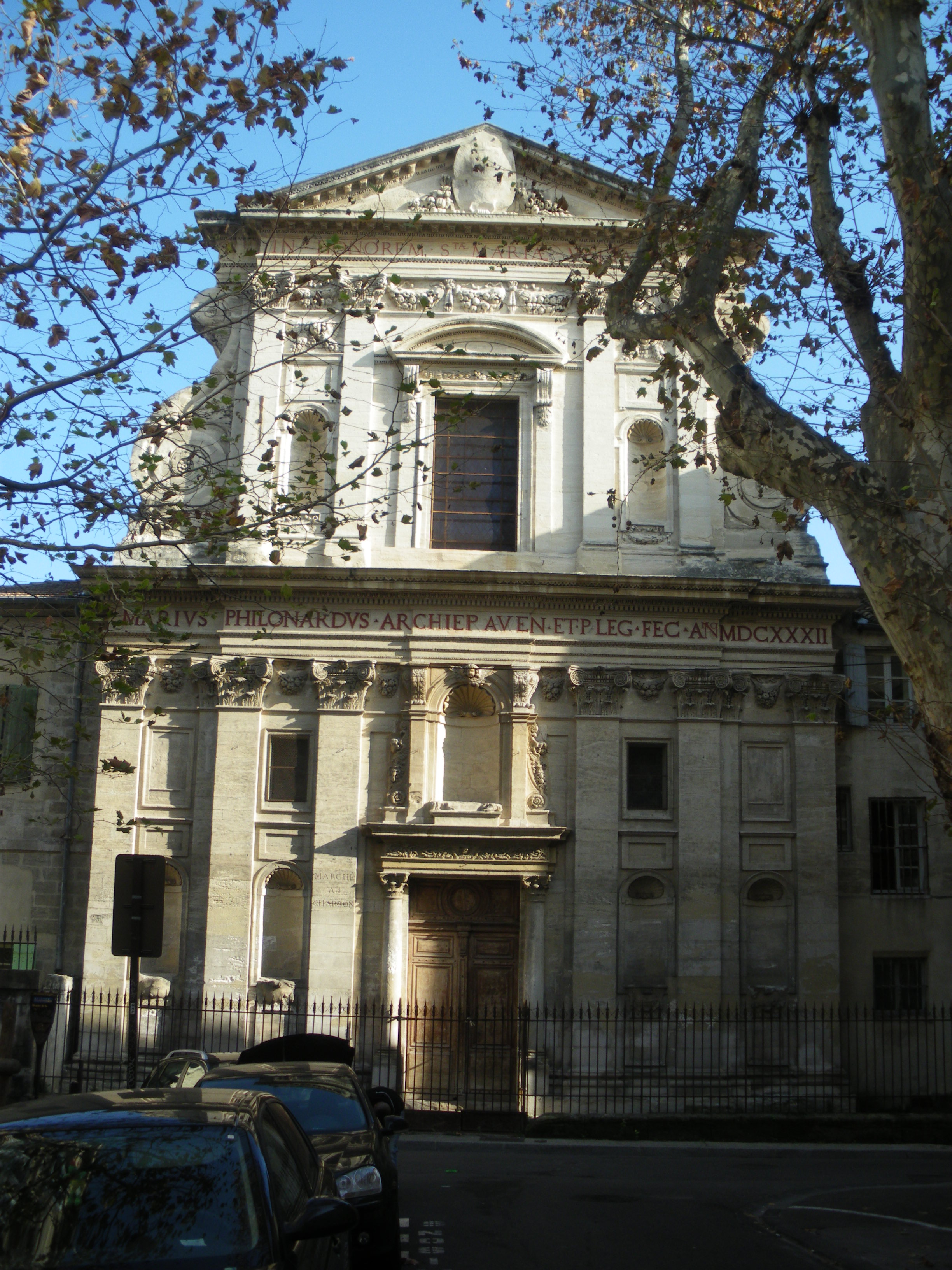

圣母往见小堂（Chapelle de la Visitation）是法国普罗旺斯阿维尼翁的一个罗马天主教教堂，巴洛克风格，建于1631-1638年。 
1988年10月13日，该堂被列为历史古迹。